# Livin’ La Pura Vida
«Livin’ La Pura Vida» (с англ. — «Жить в стиле пура вида») — седьмой эпизод тридцать первого сезона американского мультсериала «Симпсоны» и 669-й эпизод в целом. Премьера состоялась 17 ноября 2019 года на телеканале Fox. Сценаристом выступил Брайан Келли, а режиссером — Тимоти Бейли.

## Сюжет
Пока Мардж забирает Барта из ночёвки в доме Ван Хутенов, Луанн приглашает семью Симпсонов на их ежегодную поездку в Коста-Рику. Мардж спешит домой, чтобы предложить поездку, и семья быстро соглашается. Лиза подслушивает, как Гомер и Мардж обсуждают, насколько дорогой будет поездка, и быстро начинает беспокоиться о стоимости.
В аэропорту Симпсоны встречаются с семьей Ван Хутенов, семьей Хиббертов, суперинтендантом Чалмерсом и его дочерью Шоной (которая расстаётся с Джимбо по телефону), а также с Пэтти и её новой девушкой Эвелин, чтобы отправиться в отпуск. Хотя Гомер пытается быть добрым с Эвелин ради Пэтти, Эвелин открыто пренебрегает им после того, что она услышала о нём от Пэтти. После прибытия в Коста-Рику Лиза всё больше беспокоится о расходах на поездку. Между тем, Кирк отслеживает все расходы заранее и в конце обналичивает чеки.
За ужином в доме отдыха Ван Хутенов Гомер и Эвелин не могут разговаривать со своими близкими и быстро обнаруживают, что у них много общего. На следующее утро Гомер и Эвелин остаются на пляже, пока остальные гости делают покупки. Группа возвращается и находит обоих пьяными и обгоревшими, впустивших обезьян, которые разгромили всё место. Яростная Мардж заставляет Гомера пообещать хорошо вести себя до конца поездки, чтобы она могла получить их идеальную фотографию отпуска.
Гомер и Мардж снимают идеальную фотографию у водопада, но волна от брызг Эвелин сбивает телефон в воду. За ужином Пэтти обвиняет депрессивную Мардж в том, что она заставила Гомера снизить её девушку до его уровня. Мардж указывает на то, что Эвелин всё испортила и плохо влияет на Гомера, потому что она ведёт себя так же, как он, говоря Пэтти, что она «встречается с Гомером». Пэтти приходит в ужас и внезапно расстаётся с Эвелин в ту ночь.
Барт находит Лизу расстроенной, и она раскрывает ему их финансовые проблемы, поэтому Барт предлагает им показать их родителям расходы в книге Кирка. Они пробираются в главную спальню, чтобы найти доказательства. Под кроватью они находят то, что Лиза считает редкими бесценными артефактами, которые, по мнению Лизы, Ван Хутены незаконно провозят, чтобы оплатить свой отпуск. Когда она пытается разоблачить это, Кирк отчитывает её, говоря, что это просто солонка и перечница: они должны были быть подарком для семей. На счастливой ноте Джимбо расстался с новой девушкой Стейси и просит Шону выйти за него замуж, и она соглашается.
На следующее утро Симпсоны решают покинуть поездку, и Кирк быстро выставляет им счёт. В отместку за то, что Кирк взимает с них дополнительную плату за то, что они испортили поездку, семья пробирается обратно в спальню, чтобы взять солонку и перечницу, но непреднамеренно обнаруживает картину исследователя Киркедемиуса Ван Хутена, который построил дом, которым владеет Ван Хутены, и противостоит Ван Хутенам за то, что они заставили людей платить за поездку своими деньгами, пока они могут пользоваться домом бесплатно. В разгар волнения Мардж извиняется перед Пэтти за то, что вызвала её разрыв с Эвелин. Она говорит Пэтти, что, хотя Гомер ненавидит её, Эвелин любит её больше всего на свете. Затем Пэтти соглашается примириться с Эвелин.
Кирк горько возвращает семьям их деньги, чтобы они могли наслаждаться отпуском так, как они намеревались. Гомер хочет вернуться к водопаду, чтобы переснять идеальную фотографию его и Мардж, но она убеждает его, что их отпуск не в том, чтобы быть идеальными, а в том, чтобы жить в данный момент, пока примирённые Пэтти и Эвелин целуются на зиплайне. На обратном рейсе Гомер и Мардж, наконец, делают идеальное фото, в то время как Барт восхищается своим текстом Эль Барто, написанным в джунглях, а Чалмерс говорит Шоне, что он согласен с браком, но родители Джимбо испугались и отменили свадьбу. Ван Хутены начинают убираться, чтобы они могли вернуться в следующий раз, но узнали, что обезьяны устроили беспорядок в другой комнате. Кирк борется с обезьяной за контейнер с таблетками для улучшения мышц, но содержимое высыпается на семью, и обезьяны нападают на них.

## Реакция

### Рейтинги
Эпизод получил рейтинг 0,8 с 4 долями, его посмотрели 2,08 миллионов зрителей, что было самым просматриваемым шоу Fox в ту ночь.

### Критика
Тони Сокол из Den of Geek дал этому эпизоду 3 звезды из 5, заявив, что «Livin’ la Pura Vida» — пляжный напиток без зонтика. Хотя есть много корма для различных шуток, это легко для комедии. Страна становится неубедительной, и единственная семья, которая получает ребра, — это Симпсоны, которые в очередной раз оправдывают свою репутацию не соответствуют стандартам сообщества, даже когда стандарты понижены. Семья не попала в загородный клуб в 7 сезоне «Сцены из классной борьбы в Спрингфилде», и теперь они стремятся к Ван Хутенам. Нужно больше борьбы и меньше класса».
Деннис Перкинс из The A.V. Club дал этому эпизоду оценку B+, заявив, что «Livin’ La Pura Vida» — одна из лучших недавних экскурсий, хотя, сценарист Брайан Келли руководил групповым отпуском семьи в любимом месте отдыха Ван Хутенов в Коста-Рике вокруг худших подводных камней поджанра, в то же время сумев рассказать последовательную историю от начала до конца. Есть даже что-то вроде изящной маленькой тайны в том, как, казалось бы, не более состоятельные Ван Хутены могут позволить себе свою ежегодную многосемейную поездку, и некоторые персонажи, с работой выше среднего, чтобы справиться с обычно игнорируемым финансовым стрессом, который вызвали бы односерийные путешествия Симпсонов по миру».
На 72-й церемонии вручения премии Гильдии сценаристов Америки Брайан Келли получил номинацию на премию Гильдии сценаристов Америки за лучший сценарий в анимационном телесериале за сценарий к этому эпизоду.